# Anaireta reietó
L'anaireta reietó (Anairetes reguloides) és una espècie d'ocell de la família dels tirànids (Tyrannidae) que habita garrigues i arbusts de zones litorals de l'oest i sud del Perú i nord de Xile.